# غريجوئية (غوغر)
غریجوئیة (بالفارسية: گریجوئیه) هي قرية تقع في إيران في قسم غوغر الريفي. يقدر عدد سكانها بـ 15 نسمة .